# Église Notre-Dame de Beaumont-Pied-de-Bœuf
L'église Notre-Dame est une église située à Beaumont-Pied-de-Bœuf, dans le département français de la Sarthe.

## Historique
Le portail ouest de l'édifice, de type roman, est inscrit au titre des monuments historiques le 6 janvier 1926. L'inscription est étendue à l'ensemble de l'édifice le 1er juillet 2015.

## Description

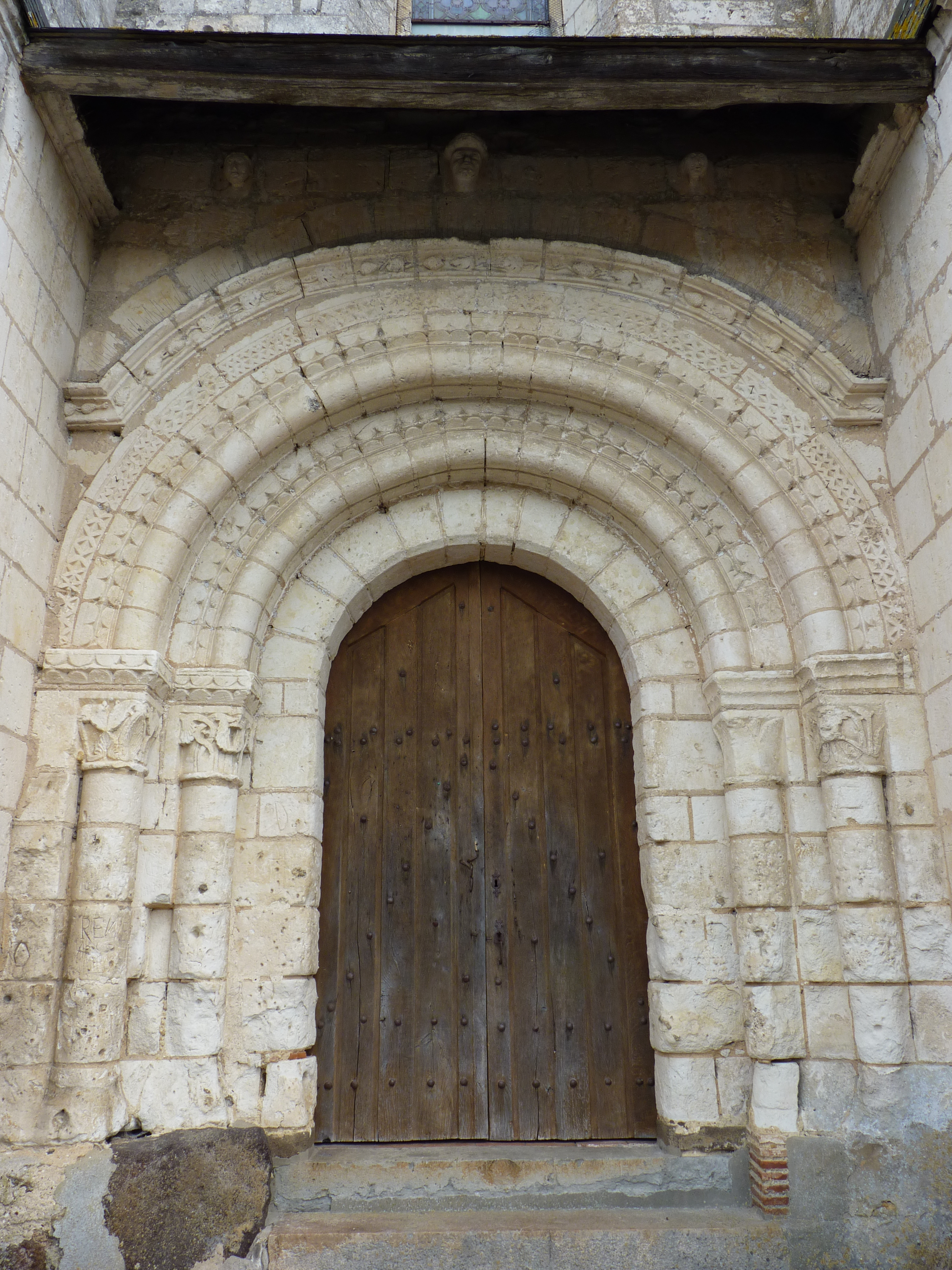
Portail roman (ouest) de l'église Notre-Dame de Beaumont-Pied-de-Boeuf (Sarthe).